# Håsum Kirke
Håsum Kirke er en romansk kvaderstenskirke, der ligger i Håsum Sogn i det vestlige Salling. Tårnet er sengotisk og våbenhuset er opført i 1800-tallet. Oprindeligt har kirken også haft en apsis.
Kirken rummer en romansk døbefont af granit med dekorationer bestående af lodrette tovsnoninger på kummen og en løve ved foden. Kirkeklokken er fra 1300-tallet og den tredelte altertavle er fra 1600-tallet, dog med malerier fra 1700-tallet.
I skibet hænger en sort mindetavle med udvisket tekst. Tavlen er opsat til minde om en lokal borger, Thomas Ibsen Grønholm, der faldt i krigen ved Dybbøl i 1864.
Samme sted hænger et større gravskrift over Melchior Glob, ejer af den nærliggende Vellumgård.